# 梅爾·羅哈斯
梅爾基亞德斯·羅哈斯（英語：Melquiades Rojas，1966年12月10日—）是多明尼加共和國籍的職業棒球運動員，曾效力於美國職棒大聯盟，並於2004年球季末段加入中華職棒興農牛，中文登錄名為「新楓康」。由於當年表現未如興農牛隊之預期，球季結束後旋遭解約。
其中文登錄名係興農公司以其旗下產品命名，為與之前另一位外籍球員楓康區別，始命名為「新楓康」。

## 棒球經歷
- 美國職棒大聯盟
- 中華職棒興農牛

## 外部連結
- 梅爾·羅哈斯在美國職棒官網（英语）
- 梅爾·羅哈斯在中華職棒官網
- 梅爾·羅哈斯在Baseball-Reference.com（大聯盟）（英语）
- 梅爾·羅哈斯在Baseball-Reference.com（小聯盟以及海外聯盟）（英语）
- 梅爾·羅哈斯在ESPN（MLB）（英语）
- 梅爾·羅哈斯在FanGraphs.com（英语）
- 梅爾·羅哈斯在Retrosheet（英语）
- 梅爾·羅哈斯在The Baseball Cube（英语）
- 梅爾·羅哈斯在台灣棒球維基館上的頁面（繁體中文）